# 中村みしん
中村 みしん（なかむら みしん、1992年 -）は、日本の推理作家。岡山県出身。東京都在住。東京工業大学理学部在学中。2012年、東京創元社主催の第9回ミステリーズ!新人賞で佳作を受賞。

## 略歴
2012年に短編「○の一途な追いかけかた」で第9回ミステリーズ!新人賞佳作（選考委員：桜庭一樹、新保博久、法月綸太郎）をからくりみしん名義で、天野暁月の「清然和尚と仏の領解」とともに受賞。なお、この回の受賞作は、近田鳶迩の「かんがえるひとになりかけ」であった。また、同賞の最年少入選者である。
受賞後に筆名を中村みしんに変更した。

## 作品リスト
- 「○の一途な追いかけかた」（『ミステリーズ!』Vol.56、2012年12月号、東京創元社） - 第9回ミステリーズ!新人賞佳作。

## 参考資料
- 東京創元社主催 ミステリーズ!新人賞 案内